# North American FJ-1 Fury
Le North American FJ-1 Fury fut le premier avion à réaction opérationnel en service dans la marine américaine, et fut développé par le constructeur américain North American Aviation sous le nom de projet NA-135.
Le FJ-1 fut en fait un avion de transition qui ne connut qu'un succès assez limité, produit à seulement 30 exemplaires et utilisant des gouvernes, des ailes et une verrière dérivées de celles du célèbre chasseur à pistons P-51D Mustang de la Seconde Guerre mondiale. Toutefois, son évolution vers une architecture disposant d'ailes en flèche devint la base de développement pour le prototype XF-86 du chasseur basé à terre F-86 Sabre, qui connut lui un succès indiscutable. Ironiquement, les premiers dessins du F-86 possédaient pourtant une aile droite très semblable à celle du FJ-1. Le F-86 servit à son tour de base de développement pour les successeurs du FJ-1, les FJ-2 et FJ-3 Fury.

## Conception et développement
Commandé à la fin 1944 sous la désignation de XFJ-1, en compétition avec les F3D Skyknight et F6U Pirate, proposés respectivement par Douglas et Vought, le Fury débuta son existence en tant que chasseur à ailes droites et train d'atterrissage tricycle, doté d'un turboréacteur traversant le fuselage. Les ailes, empennages et verrières étaient très proches de celles du P-51D Mustang, avec toutefois une verrière fortement avancée par rapport à celle de ce dernier, afin d'offrir au pilote une bonne visibilité vers l'avant pour les opérations depuis les ponts des porte-avions.
Le premier vol de l'unique prototype XFJ-1 se déroula le 12 septembre 1946, avec aux commandes le pilote d'essai Wallace A. « Wally » Lien, la première des trente livraisons étant effectuée en octobre 1947. Aux couleurs de l'escadron VF-5A de la marine américaine, le FJ-1 effectua le premier appontage opérationnel d'un avion à réaction sur un porte-avions en mer, le 10 mars 1948 à bord de l'USS Boxer (CV-21) au large de San Diego, inaugurant les opérations aériennes d'avions à réaction depuis les porte-avions et soulignant le besoin par la Navy de disposer de porte-avions dotés de catapultes. En fait, le Fury pouvait être lancé sans aide de la catapulte, mais sur un pont d'envol encombré la capacité était d'un usage limité. Un décollage sans catapulte obligeait le FJ-1 à effectuer une montée lente et périlleuse, qui avait été jugée comme trop risquée pour les opérations normales.
Comme la recherche allemande sur l'aérodynamique des ailes en flèche n'était pas encore disponible quand la conception du FJ-1 fut finalisée, l'avion effectua sa courte carrière avec des ailes droites. En outre, il ne possédait aucun équipement de repliage des ailes, caractéristique fréquente des avions embarqués, car il était doté de freins de piqué (en anglais : « dive brakes », des aérofreins de grande taille), ce qui empêchait d'installer un tel mécanisme. Afin de conserver un peu d'espace sur les ponts des porte-avions, l'avion était doté d'un système unique, constitué d'une roulette de nez qui « s'agenouillait » et d'une roue de train principale pivotante, qui permettait au FJ-1 d'être parqué la queue en l'air à côté d'un autre FJ-1. L'avion possédait une dérive verticale assez haute et des surfaces de contrôle horizontales dotées d'un dièdre positif de 10°, ce qui plaçait les surfaces de la queue en dehors des ondes de choc produites par les ailes à grande vitesse et augmentait la stabilité de l'appareil. Le dièdre apportait également un meilleur contrôle de l'avion aux basses vitesses nécessaires pour les opérations d'appontage sur les porte-avions. Les ailes pouvaient être dotées de réservoirs largables d'extrémité, qui étaient dotés de feux de position supplémentaires.

## Carrière opérationnelle
Bien qu'ayant été commandé en série, la commande initiale pour 100 exemplaires fut ramenée à seulement 30 exemplaires, qui furent finalement surtout utilisés pour des tests à la Naval Air Station North Island, en Californie. Le VF-5A, rapidement redésigné VF-51, utilisa l'appareil en service à partir d'août 1948. Même si le VF-51 opéra en mer sur le porte-avions Boxer vers mai 1949, les FJ-1 furent retirés du service en mer en faveur du F9F-2 Panther de Grumman.
Terminant sa courte carrière dans les unités de réserve de la marine américaine, le FJ-1 fut finalement retiré du service en 1953. L'unique point fort de sa carrière fut la victoire du VF-51 dans la course du trophée Bendix, catégorie jets, en septembre 1948. L'unité présenta sept FJ-1 à cette course, volant de Long Beach (Californie) à Cleveland (Ohio), et les avions de l'unité raflèrent les quatre premières places, devant deux P-80 Shooting Star de la Garde nationale aérienne de Californie (en).

## Versions
- XFJ-1 : Prototype du Fury, propulsé par un turboréacteur General Electric J35-GE-2 de 17 kN de poussée ;
- FJ-1 Fury : Version de série. Chasseur monoplace propulsé par un Allison J35-A-2 de 17,8 kN de poussée et équipé de six mitrailleuses Browning M2 de 12,7 mm (calibre .50). Produit à trente exemplaires.

## Exemplaires préservés
Deux exemplaires du FJ-1 ont été préservés et sont exposés dans des musées aux États-Unis. Le no 120349 est visible au Yanks Air Museum (en) à Chino, en Californie, et le no 120351 est exposé au National Air and Space Museum à Washington, D.C.

## Galerie photographique

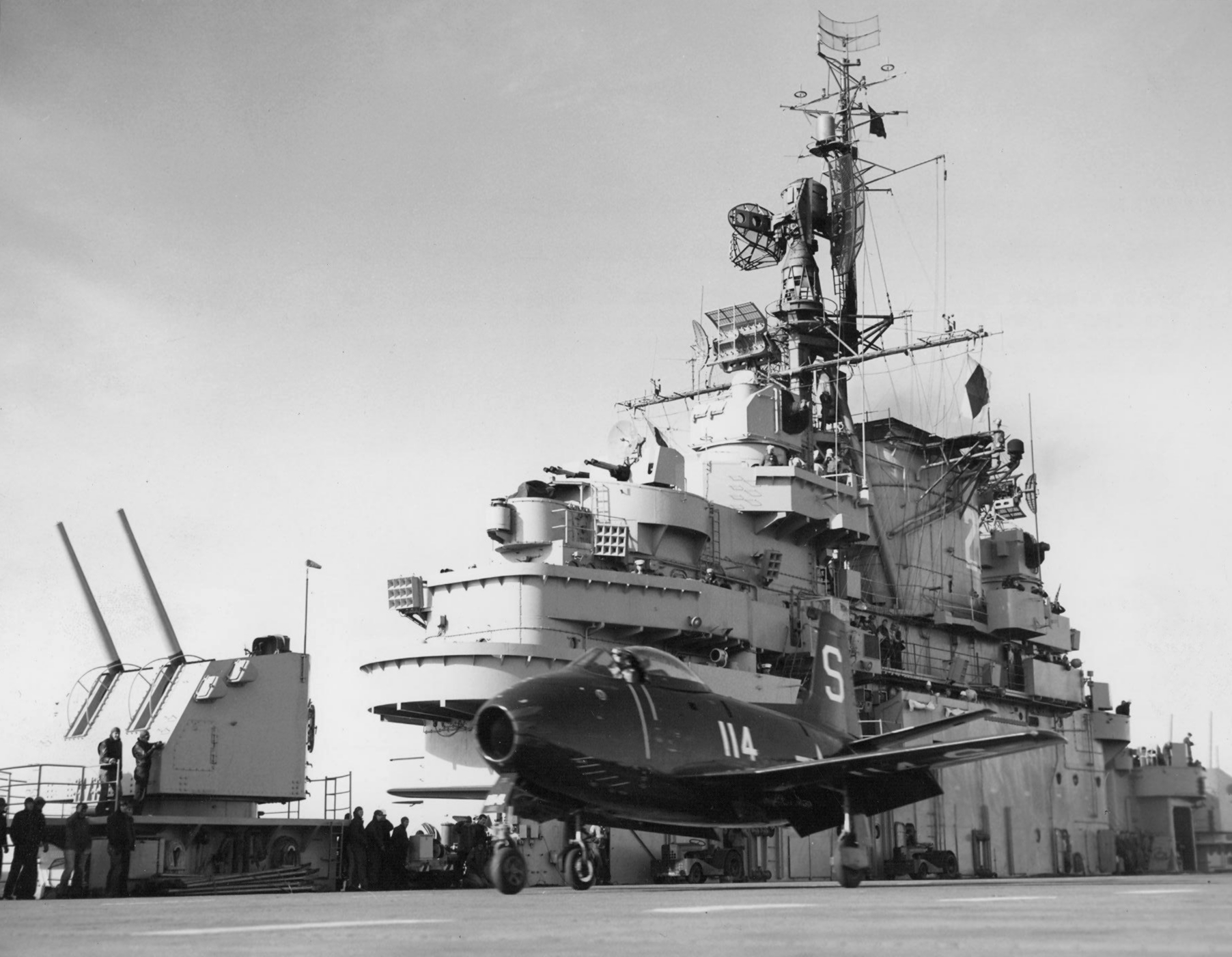
Un FJ-1 of du VF-51 à bord de l'USS Boxer (CV-21), en mars 1948.
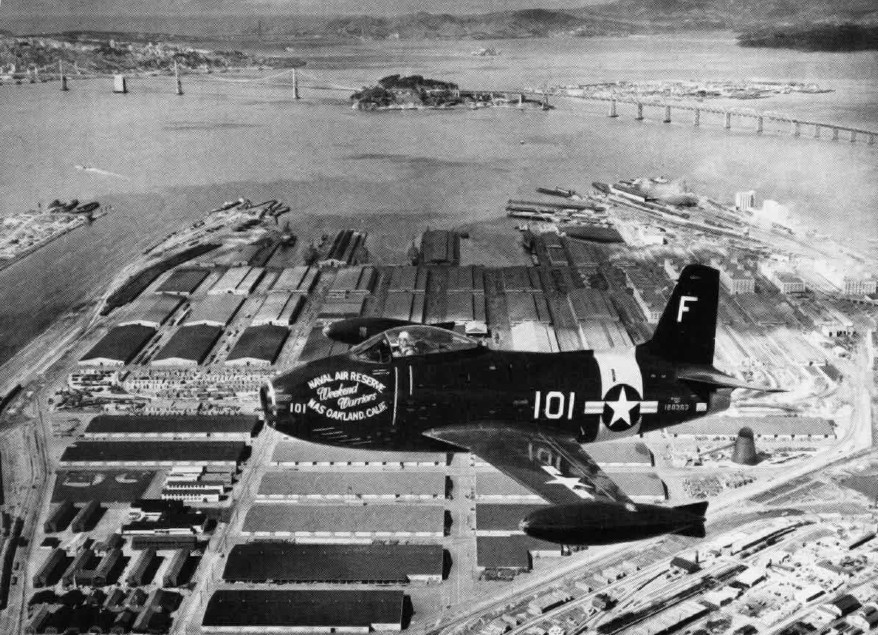
Un FJ-1 de la réserve aéronavale de l'Oakland, en vol au-dessus d'Oakland, Californie, en 1950.
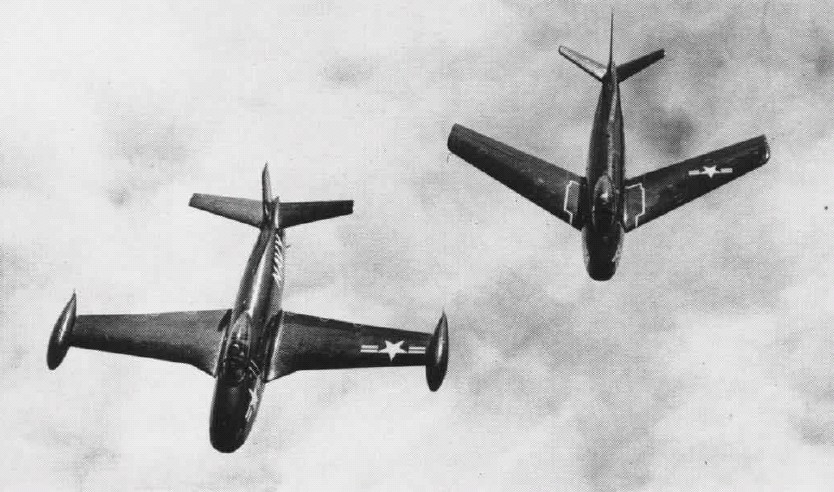
FJ-1 et FJ-2 en 1952.
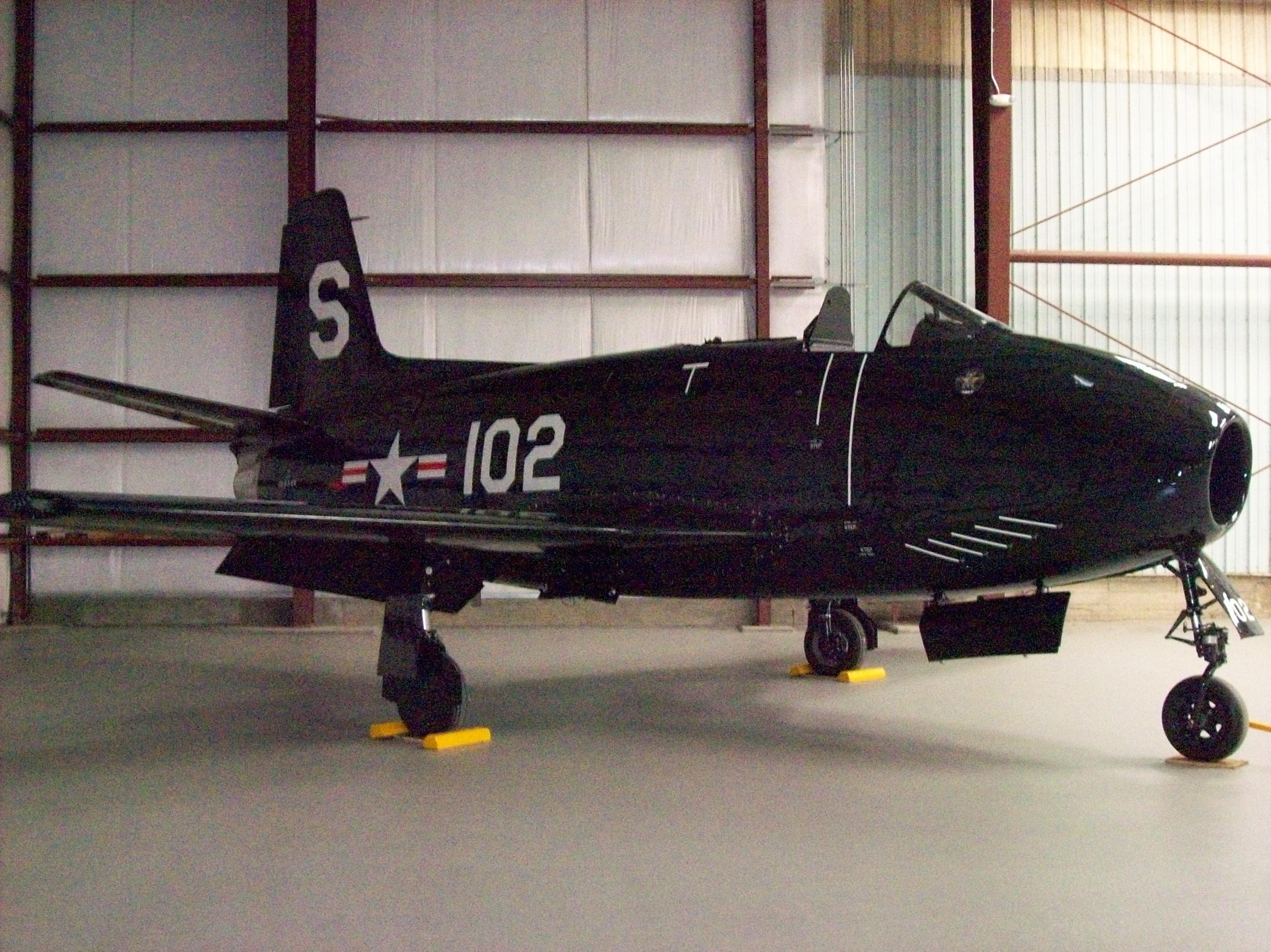
Un FJ-1 Fury au Yanks Air Museum.